# デニロイキン ジフチトクス
デニロイキン ジフチトクス（Denileukin diftitox）は抗悪性腫瘍薬で、インターロイキン-2とジフテリア毒素を組み合わせた人工的なタンパク質である。デニロイキン ジフチトクスは、インターロイキン-2受容体に結合し、その受容体を発現している細胞にジフテリア毒素を導入して細胞を死滅させる事が出来る。白血病やリンパ腫の中にはこれらの受容体を発現している悪性細胞があり、デニロイキン ジフチトクスはこれらの細胞を標的とする。 

## 効能・効果
- 再発または難治性の末梢性T細胞リンパ腫（英語版）
- 再発または難治性の皮膚T細胞性リンパ腫（英語版）

## 警告
- 毛細血管漏出症候群が現われ、死亡に至った症例が報告されている。
低血圧、浮腫、低アルブミン血症、体重増加、肺水腫、胸水、腹水、血液濃縮等
  - 毛細血管漏出症候群の発現後に、横紋筋融解症を発現し死亡に至った症例も報告されている。

- 失明を含む重篤な視力障害および色覚異常が現われ、回復しなかった症例も報告されている。

## 副作用
重大な副作用として、
- 毛細血管漏出症候群（13.5%）
- 横紋筋融解症（5.4%）
- 視力障害（2.7%）、色覚異常
- 肝機能障害
AST上昇（89.2%）、ALT上昇（86.5%）、γ-GTP上昇（45.9%）、Al-P上昇（16.2%）、肝機能異常（2.7%）等
- 骨髄抑制
リンパ球減少（70.3%）、血小板減少（32.4%）、貧血（5.4%）、白血球減少（5.4%）、好中球減少（2.7%）等
- 感染症（18.9%）
肺炎（2.7%）、サイトメガロウイルス性脈絡網膜炎（2.7%）等
- 注入時反応（51.4%）
発熱、悪寒、悪心、呼吸困難等
- 虚血性心疾患、不整脈（5.4%）、心不全
- 重度の皮膚障害
中毒性表皮壊死融解症、皮膚潰瘍等

が知られている。

## 承認
1999年、皮膚T細胞性リンパ腫（CTCL）の治療薬として米国食品医薬品局（FDA）から承認された。
視力低下と関連するエビデンスもあり、2006年にFDAは薬の添付文書に黒枠警告を追加した。
2014年、米国でOntakの販売が中止された。
2013年4月、厚生労働省の『第3回 医療上の必要性の高い未承認薬・適応外薬検討会議』にて、致死的な疾患の治療薬として欧米において標準的療法に位置づけられていると判断され、企業に開発要請された。
2020年3月に承認申請され、日本で2021年3月に末梢性T細胞リンパ腫および皮膚T細胞性リンパ腫の使用について承認された。

## 参考資料
1. ↑  “Denileukin diftitox: a biotherapeutic paradigm shift in the treatment of lymphoid-derived disorders”. Expert Review of Anticancer Therapy 7 (1):  11–7. (January 2007). doi:10.1586/14737140.7.1.11. PMID 17187516.
2. ↑  “レミトロ点滴静注用300μg”. www.info.pmda.go.jp. 2021年11月30日閲覧。
3. ↑  “Denileukin diftitox: a novel immunotoxin”. Expert Opinion on Biological Therapy 9 (11):  1445–51. (November 2009). doi:10.1517/14712590903348135. PMID 19817678.
4. ↑  “Role of denileukin diftitox in the treatment of persistent or recurrent cutaneous T-cell lymphoma”. Cancer Management and Research 2:  53–9. (February 2010). doi:10.2147/cmar.s5009. PMC 3004568. PMID 21188096.
5. ↑  “FDA Drug Shortages”.   U.S. Food and Drug Administration (2014年1月31日). 2017年7月3日閲覧。
6. ↑  “厚生労働省：第３回医療上の必要性の高い未承認薬・適応外薬検討会議資料”. www.mhlw.go.jp. 2021年11月30日閲覧。
7. ↑  “[https://www.mhlw.go.jp/shingi/2010/04/dl/s0427-12k_Part2.pdf 「医療上の必要性に係る基準」への該当性 
に関する専門作業班（WG）の評価＜抗がんWG＞後半]”. www.mhlw.go.jp. 2021年11月30日閲覧。
8. ↑  “抗がん剤「デニロイキン ジフチトクス（遺伝子組換え）」、日本において皮膚T細胞性リンパ腫および末梢性T細胞リンパ腫に係る適応で新薬承認申請書を提出 | ニュースリリース：2020年 | エーザイ株式会社”. www.eisai.co.jp. 2021年11月30日閲覧。
9. ↑  “抗がん剤「レミトロ®点滴静注用300μg」（一般名：デニロイキン ジフチトクス（遺伝子組換え））日本において末梢性T細胞リンパ腫および皮膚T細胞性リンパ腫に係る効能効果で製造販売承認を取得 | ニュースリリース：2021年 | エーザイ株式会社”. www.eisai.co.jp. 2021年11月30日閲覧。